# Gertia hatschbachi
Gertia hatschbachi is een hooiwagen uit de familie Gonyleptidae.